# Dagobertshausen (Marburg)

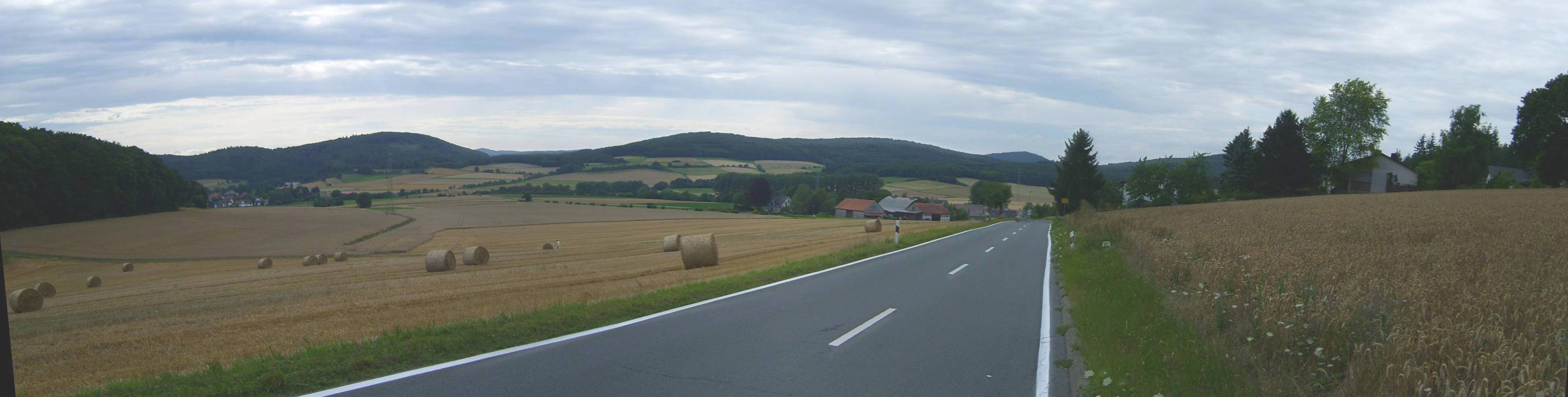
Blick von Osten auf Dagobertshausen und die Elnhausen-Michelbacher Senke mit Elnhausen (links im Hintergrund). Dahinter die Damshäuser Kuppen. In hinterer Reihe erkennt man den Rimberg unmittelbar oberhalb der Straße.

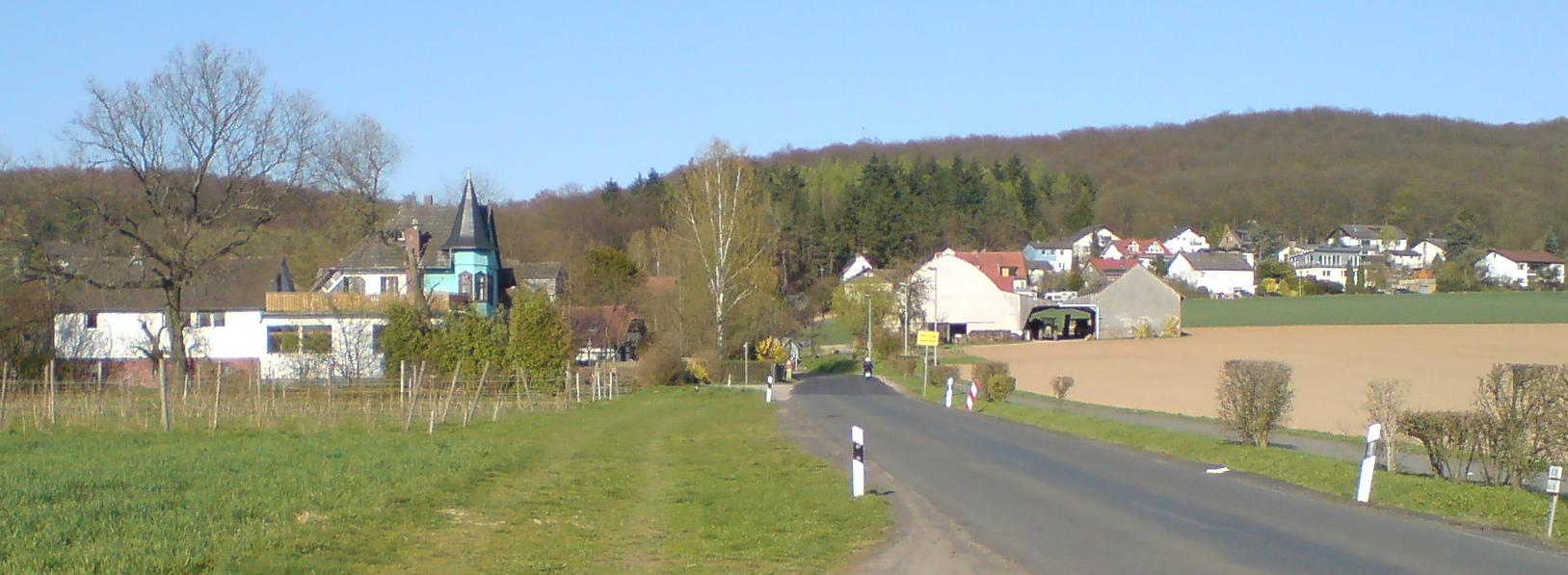
Dagobertshausen von der süd-westlich gelegenen Straße nach Elnhausen

Dagobertshausen ist ein Stadtteil der Universitätsstadt Marburg im mittelhessischen Landkreis Marburg-Biedenkopf.

## Geographische Lage
Dagobertshausen liegt am Westhang des Marburger Rückens, an der unmittelbaren Nahtstelle zur Elnhausen-Michelbacher Senke, die bereits zum sich westlich anschließenden Gladenbacher Bergland und damit zum Rheinischen Schiefergebirge gehört.
Die Marburger Innenstadt befindet sich in 5 km, der Ortsteil Marbach in 3 km Luftlinie Abstand ostsüdöstlich, jedoch durch den bewaldeten Kamm des Marburger Rückens deutlich von Dagobertshausen getrennt.
Nachbardörfer innerhalb der Elnhausen-Michelbacher Senke sind die beiden Namensgeber Elnhausen (gut 1 km südwestlich) und Michelbach (knapp 3 km nordnordöstlich).
Auf halbem Weg nach Michelbach befinden sich 1,5 km nordöstlich der Industriepark Görzhausen der Behringwerke, in 2 km südöstlicher Entfernung liegt Wehrshausen. Beide müssen von ihrer Höhenlage her schon dem Marburger Rücken zugerechnet werden, liegen jedoch diesseits des Kammes.
Nordnordwestlich des Ortes entspringt das Elnhauser Wasser, das den Ortsrand westlich streift.

## Geschichte

### Ortsgeschichte
Es wird vermutet, dass erste Erscheinungsformen des Dorfes bereits im 7. Jahrhundert im Zuge einer großflächigen Waldrodung gegründet wurden.
Die älteste bekannte und gesicherte schriftliche Erwähnung von Dagobertshausen erfolgte unter dem Namen Dagebertshusen  im Jahr 1258. Eine weitere Erwähnung findet sich vier Jahre später als Dabretshusen. Der Name könnte auf den fränkischen Merowinger-König Dagobert I. zurückzuführen sein.
Hessische Gebietsreform (1970–1977)
Am 31. Dezember 1971 wurde der bis dahin selbständige Gemeinde im Zuge der Gebietsreform in Hessen auf freiwilliger Basis in die Gemeinde Marbach eingemeindet. Diese kam am 1. Juli 1974 kraft Landesgesetz zu Marburg. Marbach und Dagobertshausen wurden Stadtteile von Marburg. Für die beiden Stadtteile wurde ein Ortsbezirk eingerichtet.

### Verwaltungsgeschichte im Überblick
Die folgende Liste zeigt die Staaten und Verwaltungseinheiten, denen Dagobertshausen angehört(e):
- vor 1567: Heiliges Römisches Reich, Landgrafschaft Hessen, Gericht Kaldern (Gericht Kalden bestand aus den Orten: Kaldern, Kernbach, Dagobertshauſen, Michelbach, Brüngershausen und Wehrshausen, sowie die Hälfte von Dilschhausen)[10]
- ab 1567: Heiliges Römisches Reich, Landgrafschaft Hessen-Marburg, Amt Marburg[11]
- 1604–1648: Heiliges Römisches Reich, strittig zwischen Landgrafschaft Hessen-Darmstadt und Landgrafschaft Hessen-Kassel (Hessenkrieg), Amt Marburg
- ab 1648: Heiliges Römisches Reich, Landgrafschaft Hessen-Kassel, Amt Marburg
- ab 1806: Landgrafschaft Hessen-Kassel, Amt Kaldern und Reitzberg
- 1807–1813: Königreich Westphalen,[Anm. 2] Departement der Werra, Distrikt Marburg, Kanton Kaldern
- ab 1815: Kurfürstentum Hessen,[Anm. 3] Amt Kaldern und Reitzberg[12]
- ab 1821/22: Kurfürstentum Hessen, Provinz Oberhessen, Kreis Marburg[13][Anm. 4]
- ab 1848: Kurfürstentum Hessen, Bezirk Marburg
- ab 1851: Kurfürstentum Hessen, Provinz Oberhessen, Kreis Marburg
- ab 1867: Königreich Preußen,[Anm. 5] Provinz Hessen-Nassau, Regierungsbezirk Kassel, Kreis Marburg
- ab 1871: Deutsches Reich,  Königreich Preußen, Provinz Hessen-Nassau, Regierungsbezirk Kassel, Kreis Marburg
- ab 1918: Deutsches Reich (Weimarer Republik), Freistaat Preußen, Provinz Hessen-Nassau, Regierungsbezirk Kassel, Kreis Marburg
- ab 1944: Deutsches Reich, Freistaat Preußen, Provinz Kurhessen, Landkreis Marburg
- ab 1945: Amerikanische Besatzungszone,[Anm. 6] Groß-Hessen, Regierungsbezirk Kassel, Landkreis Marburg
- ab 1946: Amerikanische Besatzungszone, Hessen, Regierungsbezirk Kassel, Landkreis Marburg
- ab 1949: Bundesrepublik Deutschland, Hessen, Regierungsbezirk Kassel, Landkreis Marburg
- ab 1972: Bundesrepublik Deutschland, Hessen, Regierungsbezirk Kassel, Landkreis Marburg, Gemeinde Marbach[Anm. 7]
- ab 1974: Bundesrepublik Deutschland, Hessen, Regierungsbezirk Kassel, Landkreis Marburg-Biedenkopf, Stadt Marburg[Anm. 8]
- ab 1981: Bundesrepublik Deutschland, Hessen, Regierungsbezirk Gießen, Landkreis Marburg-Biedenkopf, Stadt Marburg

### Gerichte seit 1821
Mit Edikt vom 29. Juni 1821 wurden in Kurhessen Verwaltung und Justiz getrennt. In Marburg wurde der Kreis Marburg für die Verwaltung eingerichtet und das Landgericht Marburg war als Gericht in erster Instanz für Dagobertshausen zuständig. 1850 wurde das Landgericht in Justizamt Marburg umbenannt. Nach der Annexion Kurhessens durch Preußen 1866 erfolgte am 1. September 1867 die Umbenennung des bisherigen Justizamtes in Amtsgericht Marburg. Auch mit dem Inkrafttreten des Gerichtsverfassungsgesetzes von 1879 blieb das Amtsgericht unter seinem Namen bestehen.

## Bevölkerung

### Einwohnerstruktur 2011
Nach den Erhebungen des Zensus 2011 lebten am Stichtag dem 9. Mai 2011 in Dagobertshausen 381 Einwohner. Darunter waren 9 (2,4 %) Ausländer. Nach dem Lebensalter waren 51 Einwohner unter 18 Jahren, 141 zwischen 18 und 49, 90 zwischen 50 und 64 und 99 Einwohner waren älter. Die Einwohner lebten in 153 Haushalten. Davon waren 39 Singlehaushalte, 57 Paare ohne Kinder und 39 Paare mit Kindern, sowie 9 Alleinerziehende und 9 Wohngemeinschaften. In 30 Haushalten lebten ausschließlich Senioren und in 99 Haushaltungen leben keine Senioren.

### Einwohnerentwicklung
| Quelle: Historisches Ortslexikon |                                                                                                 |
| • 1577:                          | 3 hausgesessene Mannschaften                                                                    |
| • 1630:                          | 3 hausgesessene Mannschaften und 1 Freihof (1 Hof mit 3 Pferden, 2 Höfe mit zusammen 4 Pferden) |
| • 1681:                          | 4 hausgesessene Mannschaften                                                                    |
| • 1742:                          | 3 Haushalte                                                                                     |
| • 1766:                          | 4 Haushalte, 38 Einwohner                                                                       |
| • 1838:                          | 39 Einwohner (4 nutzungsberechtigte, 1 nicht nutzungsberechtigter Ortsbürger, 1 Beisasse).      |

| Dagobertshausen: Einwohnerzahlen von 1766 bis 2019 | Dagobertshausen: Einwohnerzahlen von 1766 bis 2019 | Dagobertshausen: Einwohnerzahlen von 1766 bis 2019 | Dagobertshausen: Einwohnerzahlen von 1766 bis 2019 | Dagobertshausen: Einwohnerzahlen von 1766 bis 2019 |
| --- | -------------------------------------------------- | -------------------------------------------------- | -------------------------------------------------- | -------------------------------------------------- |
| Jahr |                                                    |                                                    |                                                    | Einwohner                                          |
| 1766 | 1766                                               |                                                    | 38                                                 | 38                                                 |
| 1800 | 1800                                               |                                                    | ?                                                  | ?                                                  |
| 1834 | 1834                                               |                                                    | 44                                                 | 44                                                 |
| 1840 | 1840                                               |                                                    | 51                                                 | 51                                                 |
| 1846 | 1846                                               |                                                    | 57                                                 | 57                                                 |
| 1852 | 1852                                               |                                                    | 62                                                 | 62                                                 |
| 1858 | 1858                                               |                                                    | 61                                                 | 61                                                 |
| 1864 | 1864                                               |                                                    | 57                                                 | 57                                                 |
| 1871 | 1871                                               |                                                    | 53                                                 | 53                                                 |
| 1875 | 1875                                               |                                                    | 55                                                 | 55                                                 |
| 1885 | 1885                                               |                                                    | 48                                                 | 48                                                 |
| 1895 | 1895                                               |                                                    | 53                                                 | 53                                                 |
| 1905 | 1905                                               |                                                    | 48                                                 | 48                                                 |
| 1910 | 1910                                               |                                                    | 66                                                 | 66                                                 |
| 1925 | 1925                                               |                                                    | 74                                                 | 74                                                 |
| 1939 | 1939                                               |                                                    | 55                                                 | 55                                                 |
| 1946 | 1946                                               |                                                    | 125                                                | 125                                                |
| 1950 | 1950                                               |                                                    | 117                                                | 117                                                |
| 1956 | 1956                                               |                                                    | 85                                                 | 85                                                 |
| 1961 | 1961                                               |                                                    | 79                                                 | 79                                                 |
| 1967 | 1967                                               |                                                    | 146                                                | 146                                                |
| 1977 | 1977                                               |                                                    | ?                                                  | ?                                                  |
| 1987 | 1987                                               |                                                    | 360                                                | 360                                                |
| 1991 | 1991                                               |                                                    | 377                                                | 377                                                |
| 1995 | 1995                                               |                                                    | 435                                                | 435                                                |
| 2000 | 2000                                               |                                                    | 440                                                | 440                                                |
| 2005 | 2005                                               |                                                    | 438                                                | 438                                                |
| 2010 | 2010                                               |                                                    | 453                                                | 453                                                |
| 2011 | 2011                                               |                                                    | 381                                                | 381                                                |
| 2015 | 2015                                               |                                                    | 344                                                | 344                                                |
| 2019 | 2019                                               |                                                    | 359                                                | 359                                                |
| Datenquelle: Historisches Gemeindeverzeichnis für Hessen: Die Bevölkerung der Gemeinden 1834 bis 1967. Wiesbaden: Hessisches Statistisches Landesamt, 1968. Weitere Quellen: LAGIS; Stadt Marburg:1987–1998, 1999–2003, 2005–2010,2011–2015, 2019:; Zensus 2011 |                                                    |                                                    |                                                    |                                                    |

### Historische Religionszugehörigkeit
| Quelle: Historisches Ortslexikon |                                                                     |
| • 1861:                          | 057 evangelisch-lutherische, 4 evangelisch-reformierte Einwohner    |
| • 1885:                          | 047 evangelische (= 97,92 %), ein katholischer (= 2,08 %) Einwohner |
| • 1961:                          | 073 evangelische (= 92,41 %), 6 katholische (= 7,59 %) Einwohner    |
| • 1987:                          | 187 evangelische (= 51,9 %), 85 katholische (= 23,6 %) Einwohner    |

### Historische Erwerbstätigkeit
| Quelle: Historisches Ortslexikon | |
| • 1838:                          | Familien: 4 Ackerbau, 1 Tagelöhner.                                                                                              |
| • 1961:                          | Erwerbspersonen: 21 Land- und Forstwirtschaft, 6 produzierendes Gewerbe, 7 Handel und Verkehr, 4 Dienstleistungen und Sonstiges. |

## Politik

### Ortsbeirat
- DAGO: 1
- DGLD: 2

- DAGO = Bürger*innenliste Leben und Wohnen in DAGO
- DGLD = Dorfgemeinschaftsliste Dagobertshausen

Für den Stadtteil Dagobertshausen besteht ein Ortsbezirk mit Ortsbeirat und Ortsvorsteher nach der Hessischen Gemeindeordnung. Er umfasst das Gebiet der ehemaligen Gemeinde Dagobertshausen.
Für die Sitzverteilung siehe die nebenstehende Grafik. Der Ortsbeirat wählte Peter Reckling zum Ortsvorsteher.

## Kultur und Sehenswürdigkeiten

### Naturdenkmal
- Dagobertseiche

### Kulturdenkmäler
Siehe Liste der Kulturdenkmäler in Dagobertshausen.

## Infrastruktur
In Dagobertshausen gibt es ein Kinderheim für behinderte Kinder und Jugendliche sowie ein Kleinspielfeld.
Der Ort verfügt über keine eigene Kirche und ist nach Elnhausen eingepfarrt (evangelisch, wie alle westlichen Marburger Ortsteile).

## Persönlichkeiten
- Johannes Ludwig (1814–1879), Bürgermeister und Mitglied des Kurhessischen Kommunallandtags